# Yerco Oyanedel
Yerco Abraham Oyanedel Hernández (Santiago, Chile, 19 de septiembre de 2000) es un futbolista profesional chileno que se desempeña como lateral izquierdo y actualmente milita en Universidad de Concepción de la Primera B de Chile.

## Trayectoria

### Universidad Católica (2019)
En sus paso por la juvenil cruzada fue capitán con la Sub-17 que se coronó campeón de la categoría el 2017 lo que le valió para firmar un contrato profesional y ser ascendido al primer equipo. El año 2018 Una fractura en el quinto metatarsiano del pie derecho en plena pretemporada truncó la opción de debutar con el primer equipo.

### Cesiones
En enero del 2020 es anunciado en Rangers de Talca de la Primera B, llegando cedido desde Universidad Católica. En el 'rojinegro' realiza un buen campeonato, luchando en primera instancia por su puesto en la titularidad, pero posteriormente estableciéndose como uno de los protagonistas del equipo, siendo el juvenil que más sumaría minutos en el campeonato. Realizó su primer gol en el profesionalismo en esta temporada, el día 7 de marzo frente a Ñublense, tanto que, a la postre, sería el del triunfo. Al finalizar el campeonato, y luego de rozar el ascenso con Rangers, vuelve al equipo cruzado.
Para la temporada 2021, es anunciada una nueva cesión, esta vez a Unión La Calera de la Primera División. Tras dos temporadas en el conjunto calerano, rescinde su contrato con Universidad Católica.

### Cobresal (2023)
En diciembre de 2022, es anunciada su llegada por una temporada a Cobresal de la Primera División chilena.

### Deportes Copiapó
Luego de no obtener regularidad en el conjunto minero, en julio de 2023 rescindió su contrato aludiendo problemas familiares. El mismo mes, es anunciado como nuevo jugador de Deportes Copiapó de la Primera División.

## Selección nacional

### Selección sub-17

#### Sudamericano Sub-17
Fue citado por el DT Hernán Caputto a participar en el Sudamericano Sub-17 de 2017. Jugaría todos los partidos del torneo donde la Selección Chilena conseguiría una gran actuación quedando Subcampeón del torneo cayendo en la final contra su similar de Brasil, esto le daría los pasajes para disputar el certamen mundial.
| Competencia                 | Sede  | Resultado  | PJ | Goles |
| --------------------------- | ----- | ---------- | -- | ----- |
| Sudamericano Sub-17 de 2017 | Chile | Subcampeón | 9  | 0     |

#### Mundial Sub-17
Participó en los 3 partidos que disputó la selección en el Mundial de 2017, Sorprendentemente y luego de hacer un gran sudamericano La selección caería Contra Inglaterra (a la postra el campeón de dicho torneo) 0 a 4, Contra Irak por 3 a 0 y empatando finalmente contra México por 0 a 0 lo que lo dejaría en el Cuarto lugar del grupo aplastando todas las posibilidades de pasar a la siguiente ronda, Yerco fue de los pocos jugadores que se rescató de aquella paupérrima participación nacional.
| Competencia                 | Sede  | Resultado    | PJ | Goles |
| --------------------------- | ----- | ------------ | -- | ----- |
| Copa Mundial Sub-17 de 2017 | India | Primera fase | 3  | 0     |

## Estadísticas
| Club                         | Div.          | Temporada     | Liga  | Liga  | Copas nacionales | Copas nacionales | Torneos internacionales | Torneos internacionales | Total | Total |
| Club                         | Div.          | Temporada     | Part. | Goles | Part.            | Goles            | Part.                   | Goles                   | Part. | Goles |
| ---------------------------- | ------------- | ------------- | ----- | ----- | ---------------- | ---------------- | ----------------------- | ----------------------- | ----- | ----- |
| Universidad Católica · Chile | 1.ª           | 2019          | —     | —     | 1                | 0                | —                       | —                       | 1     | 0     |
| Universidad Católica · Chile | Total club    | Total club    | 0     | 0     | 1                | 0                | 0                       | 0                       | 1     | 0     |
| Rangers · Chile              | 2.ª           |               |       |       |                  |                  |                         |                         |       |       |
| Rangers · Chile              | 2.ª           | 2020          | 27    | 1     | —                | —                | —                       | —                       | 27    | 1     |
| Rangers · Chile              | Total club    | Total club    | 27    | 1     | 0                | 0                | 0                       | 0                       | 27    | 1     |
| Unión La Calera · Chile      | 1.ª           |               |       |       |                  |                  |                         |                         |       |       |
| Unión La Calera · Chile      | 1.ª           | 2021          | 31    | 0     | 2                | 0                | 6                       | 0                       | 39    | 0     |
| Unión La Calera · Chile      | 1.ª           | 2022          | 22    | 0     | 1                | 0                | 6                       | 0                       | 29    | 0     |
| Unión La Calera · Chile      | Total club    | Total club    | 53    | 0     | 3                | 0                | 12                      | 0                       | 68    | 0     |
| Cobresal · Chile             | 1.ª           | 2022          | 5     | 0     | —                | —                | —                       | —                       | 5     | 0     |
| Cobresal · Chile             | 1.ª           | 2023          | 2     | 0     | 1                | 0                | 1                       | 0                       | 4     | 0     |
| Cobresal · Chile             | Total club    | Total club    | 7     | 0     | 1                | 0                | 1                       | 0                       | 9     | 0     |
| Total carrera                | Total carrera | Total carrera | 87    | 1     | 5                | 0                | 13                      | 0                       | 105   | 1     |
| 1. 2. 3.                     |               |               |       |       |                  |                  |                         |                         |       |       |

## Palmarés

### Campeonatos nacionales
| Título             | Equipo                   | País  | Año  |
| ------------------ | ------------------------ | ----- | ---- |
| Primera División   | C.D Universidad Católica | Chile | 2018 |
| Supercopa de Chile | C.D Universidad Católica | Chile | 2019 |
| Primera División   | C.D Universidad Católica | Chile | 2019 |